# 전설 (음악 그룹)
전설(The Legend)은 대한민국 5인조 남성 댄스 팝 음악 그룹이다.

## 활약
리슨, 로이, 제혁, 리토, 창선, 이렇게 5명의 구성원으로 결성되었고 2014년 7월 9일 싱글 앨범 《The Legend》를 발표하여 첫 데뷔하였으며 이 앨범에 수록된 데뷔곡 《미련이 남아서》가 대중적 히트를 하였고 같은 해 2014년 10월 30일 두번째 싱글 앨범 《Lost》를 발표하였으며 이 앨범 수록곡 《Lost》가 히트하였고 이후 현재까지 6장의 싱글 앨범을 발표하였으며 TV 드라마 《화려한 유혹》 OST에도 참여하였다.